# قاسم الغواص
قاسم الغواص، فقيه ومحدث وعالم مسلم عراقي، وهو الشيخ قاسم بن الملا محمد بن بكر بن علي بن مصطفى بن محمد الطائي السنبسي البغدادي، ولد عام 1245 هـ/1829م في بغداد، ولازم العلامة الشيخ عيسى البندنيجي حتى أجيز عنه، ولهُ باع طويل في علوم المنطق والحكمة والجدل والبحث والمناظرة والنحو والصرف في اللغة العربية ولقد شغف في علم الكيمياء حتى جعل من دارهِ مختبراً جاهزاً بأنواع الآلات والمعادن والقوارير ولهُ بهذا العمل شهرة واسعة، وسمي بالغواص لغوصهِ على نوادر المعاني وغوالي اللآليء وهو بحر زاخر في كل ضرب من ضروب العلوم الفقهية والعلمية. وعين مدرساً في مدرسة الإمام الأعظم أبي حنيفة وبقي نحو خمسة عشر عاما، ثم نقل إلى مدرسة سامراء العلمية وبقي فيها فترة طويلة حتى وفاتهِ عام 1317 هـ/1899م، ودفن في مقبرة سامراء. وكان له مجلس عامر حافل في بغداد في محلة بني سعيد حضره علماء عصرهِ من الأدباء والتجار وكان محور أبحاث المجلس مقتصرة على ما يدور في المحلة والبلد من أحداث وكان في مجلسهِ تحسم المنازعات التي تحدث في تلك المحلة.

## من أولاده
تزوج الشيخ قاسم من إحدى بنات الشيخ عيسى البندنيجي وأنجب كثيراً من الأولاد، ومنهم الملا عبد الله بن الشيخ قاسم الذي سار على نهج أبيهِ ودرس العلوم الشرعية وتوفى في بغداد عام 1933م، وكان الملا أحمد بن الشيخ قاسم مختاراً لمحلة بني سعيد في بغداد ومن أحفادهِ الاستاذ الكيميائي فاضل احمد قاسم الطائي الأمين العام للمجمع العلمي العراقي  والشاعر عبد الهادي الغواص، والاستاذ عبد الرزاق الطائي نائب المدعي العام الأسبق.

## من تلامذته
كان للشيخ قاسم العديد من التلاميذ ومن أبرزهم الشيخ حمدي الأعظمي، والشيخ عبد الوهاب النائب، واللغوي عبد الوهاب بن حسن بن احمد بن مرعي البدري والملا طه بن ياسن بن حسين بن مصطفى السامرائي (العشعوشي)

## وفاته
توفى في مدينة سامراء عام 1317 هـ/1899م، ودفن في مقبرة سامراء.